# St. Thomas (Salisbury)

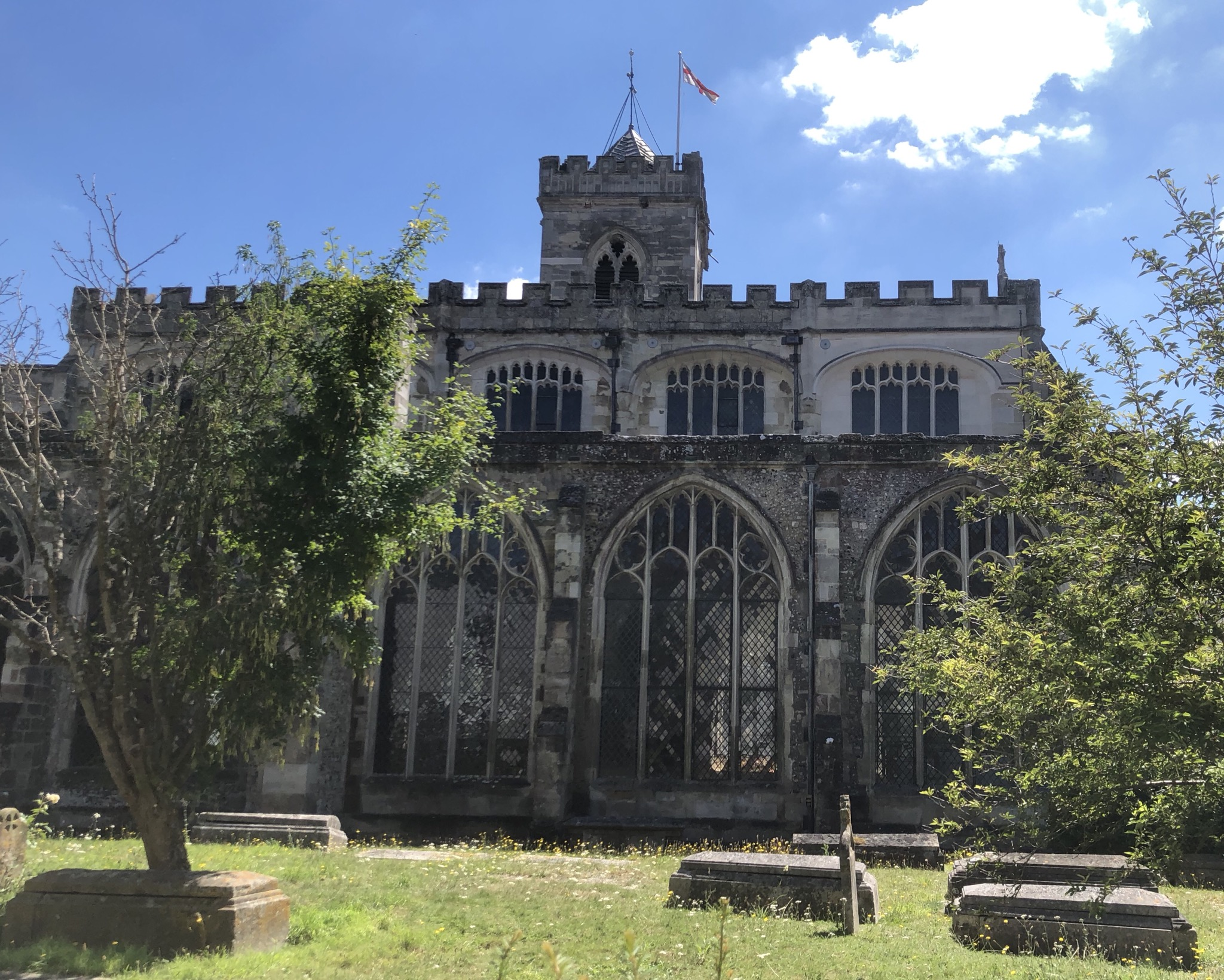
St. Thomas in Salisbury, Blick von Norden, 2019

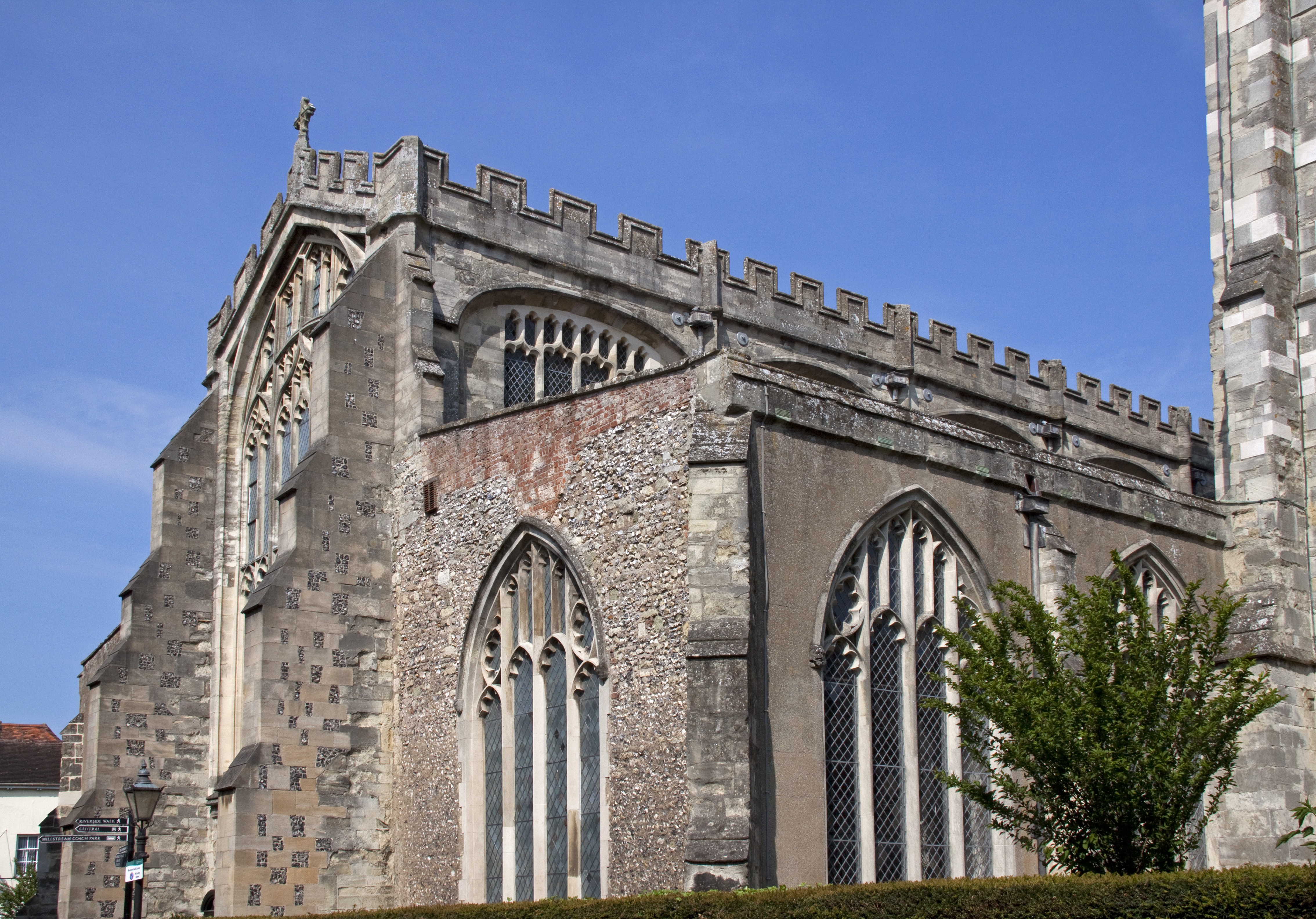
Westseite, 2011

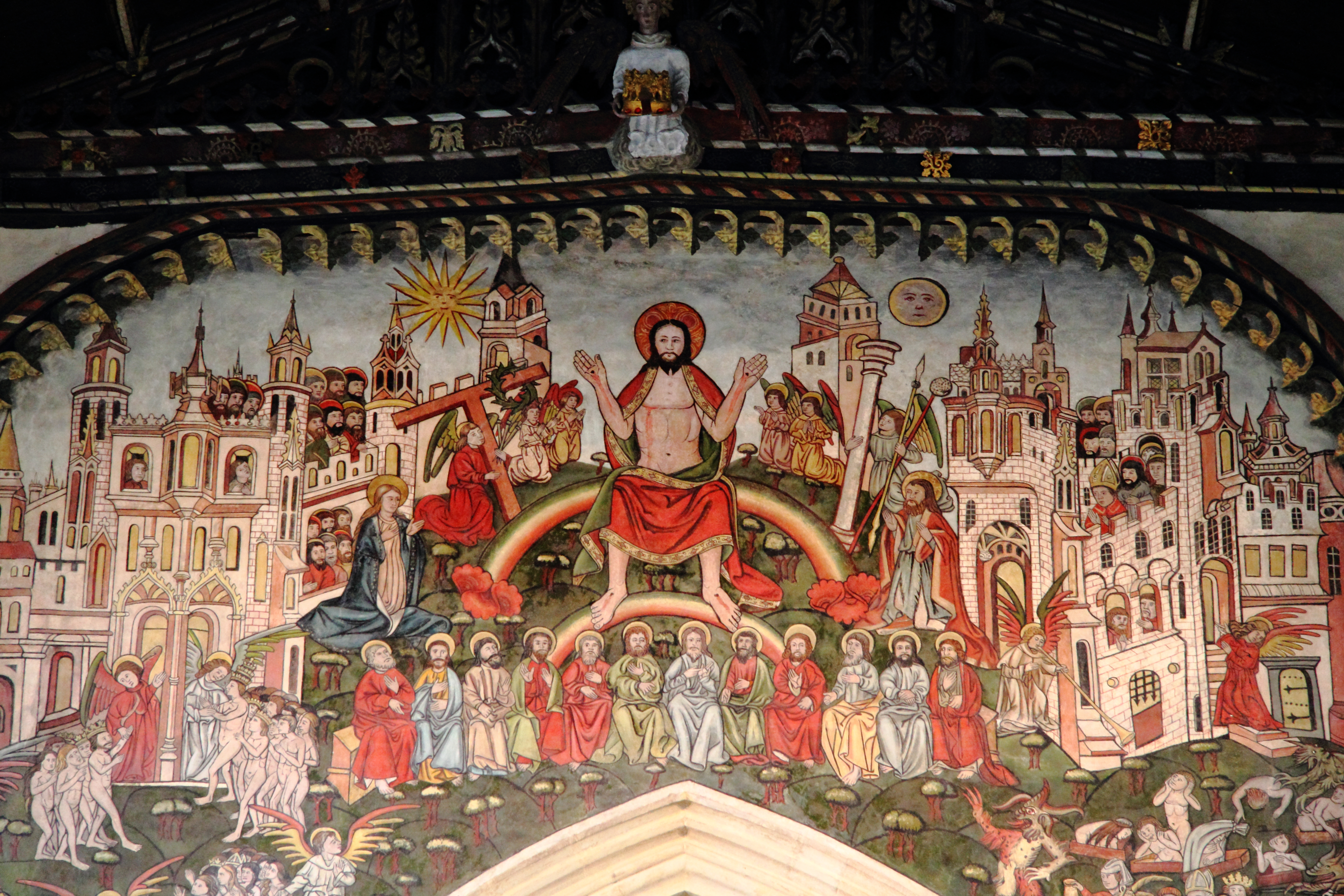
Gemälde vom Jüngsten Gericht, 2022

St. Thomas ist ein denkmalgeschütztes Kirchengebäude der Church of England in Salisbury in England.

## Lage
Es befindet sich im Ortszentrum von Salisbury am St. Thomas’s Square, westlich des Marktplatzes der Stadt und ist von historischen Gebäuden umgeben. Südlich steht das historische Fachwerkhaus Silver Street 48–52.

## Architektur und Geschichte
Die Pfarrkirche von New Sarum wurde vermutlich um 1220 gegründet und war vermutlich zunächst aus Holz errichtet. Der Namensheilige ist Thomas von Canterbury. Es wird vermutet, dass die Kirche vor allem von den Menschen genutzt wurde, die am Bau der Kathedrale von Salisbury mitwirkten. Im 14. und 15. Jahrhundert erfolgten Erweiterungen. Die heutige Bausubstanz stammt überwiegend aus dem 15. Jahrhundert. Die Steinkirche ist zum Teil verputzt. Der um 1400 errichtete Turm steht südlich direkt angrenzend vor der Kirche. Im Turm befinden sich Glocken, die sich zuvor im Kirchturm der Kathedrale von Salisbury befanden.
Im Inneren der Kirche befindet sich oberhalb des Chorbogens ein aus der Mitte des 15. Jahrhunderts stammendes, das Jüngste Gericht darstellendes Gemälde. Es gehört zu den wenigen seiner Art, die im Vereinigten Königreich erhalten sind. Es wurde während der Reformation 1593 übermalt und im Jahr 1881 wieder freigelegt und restauriert. 2019 erfolgte eine erneute Restaurierung des Gemäldes. Weitere mittelalterliche Gemälde befinden sich in der Marienkapelle und zeigen Zunftsymbole. Sie dokumentieren den Charakter von St. Thomas als Stadtkirche Salisburys. Außerdem befinden sich in der Kirche fein gearbeitete Holzarbeiten. Die Innenausstattung ist überwiegend viktorianisch. Das Kirchengestühl ist aus dem 21. Jahrhundert, auch der Altar aus Eichenholz ist neu.